# Rigodium adpressum
Rigodium adpressum là một loài rêu trong họ Rigodiaceae. Loài này được Zomlefer mô tả khoa học đầu tiên năm 1992.